# Konstantínos Karétsas
Konstantínos Karétsas (en grec moderne : Κωνσταντίνος Καρέτσας), né le 19 novembre 2007, est un footballeur international grec qui joue au poste de milieu de terrain pour le KRC Genk. Il possède également la nationalité belge,.

## Biographie

### En club
Konstantínos Karétsas se fait repérer par le club de sa ville natale, le KRC Genk, en 2015 avant de passer trois ans au RSC Anderlecht. Il revient ensuite à Genk en janvier 2023,.
Il fait ses débuts professionnels à l'âge de quinze ans pour le Jong Genk lors du match d'ouverture de la saison 2023-2024. Il inscrit trois buts lors de ses sept premiers matches de championnat. Lorsqu'il marque son premier but professionnel le 1er septembre 2023, en Challenger Pro League contre le RSCA Futures (partage, 1-1), il devient le plus jeune buteur de l'histoire du football professionnel belge,.
Après quelques mois intenses avec le Jong Genk, Karetsas est promu dans l'équipe première de Genk en février 2024 avec son coéquipier Noah Adedeji-Sternberg. Il fait ses débuts officiels lors du match de championnat contre le Cercle Bruges KSV, le 4 mai 2024, lorsqu'il remplace Bilal El Khannouss la 88e minute de jeu (défaite, 4-1). Deux semaines plus tard, l'entraîneur par intérim Domenico Olivieri lui offre sa première titularisation en équipe première pour un match de championnat contre l'Antwerp et à la 28e minute, il délivre la passe décisive pour Andi Zeqiri, qui offre la victoire à son équipe (victoire, 1-0).
Karetsas continue d'impressionner au cours des premières semaines de la saison 2024-25, alors qu'il n'a encore que 16 ans, et est sélectionné parmi les 60 meilleurs jeunes footballeurs de talent en 2024, selon The Guardian. Il inscrit son premier but au sein de l'élite face au RSC Anderlecht, le 22 décembre 2024, à la 72e minute de la rencontre, assurant ainsi la victoire de Genk (victoire, 2-0),.

### En sélections nationales
Konstantínos Karétsas est né en Belgique de parents grecs et est éligible pour représenter les équipes nationales de Grèce et de Belgique.
Il compte des sélections dans les équipes de jeunes belges des moins de 15 ans, des moins de 16 ans, avec qui il se distingue particulièrement lors du Tournoi de Montaigu et du Tournoi du Val-de-Marne où il est élu meilleur joueur,, ainsi que chez les moins de 17 ans.
Ayant reçu de l'intérêt de la part de la fédération hellénique de football pour jouer pour la Grèce, Karetsas a néanmoins été sélectionné pour jouer avec les moins de 21 ans belges pour les éliminatoires du championnat d'Europe espoirs contre l'Écosse et la Hongrie en octobre 2024, entrant en jeu pour Samuel Mbangula lors de ce dernier match pour ses débuts à ce niveau.
Le 24 février 2025, il annonce choisir l'équipe nationale grecque pour les compétitions internationales seniors. Il entre en jeu à la mi-temps du match aller des barrages de promotion-relégation de la Ligue des nations, face à l'Écosse, et fête sa première apparition, malgré la défaite (0-1), devenant ainsi le plus jeune joueur à évoluer sous le maillot de la Grèce à l'âge de 17 ans, 4 mois et 1 jour. Trois jours plus tard, titulaire lors du match retour, il inscrit son premier but en tant qu'international, devenant par la même occasion le plus jeune buteur de l'histoire en sélection grecque et le plus jeune joueur à marquer dans un match de Ligue des nations,.

## Statistiques

### En club
| Saison                | Club                  | Championnat           | Championnat | Championnat | Championnat | Coupe(s) nationale(s) | Coupe(s) nationale(s) | Coupe(s) nationale(s) | Compétition(s) continentale(s) | Compétition(s) continentale(s) | Compétition(s) continentale(s) | Compétition(s) continentale(s) | Autres compétitions | Autres compétitions | Autres compétitions | Autres compétitions | Total | Total | Total |
| Saison                | Club                  | Division              | M.          | B.          | P.d.        | M.                    | B.                    | P.d.                  | Comp.                          | M.                             | B.                             | P.d.                           | Comp.               | M.                  | B.                  | P.d.                | M.    | B.    | P.d.  |
| 2023-2024             | Jong Genk             | Division 1B           | 20          | 6           | 5           | -                     | -                     | -                     | -                              | -                              | -                              | -                              | PO                  | -                   | -                   | -                   | 20    | 6     | 5     |
| 2023-2024             | KRC Genk              | Division 1A           | -           | -           | -           | -                     | -                     | -                     | C1+C3+C4                       | -                              | -                              | -                              | PO1+BE              | 3+1                 | 0+0                 | 1+0                 | 4     | 0     | 1     |
| 2024-2025             | KRC Genk              | Division 1A           | 25          | 2           | 2           | 5                     | 0                     | 2                     | -                              | -                              | -                              | -                              | PO1                 | 9                   | 1                   | 0                   | 39    | 3     | 4     |
| 2025-2026             | KRC Genk              | Division 1A           | 4           | 0           | 1           | -                     | -                     | -                     | -                              | -                              | -                              | -                              | -                   | -                   | -                   | -                   | 4     | 0     | 1     |
| Sous-total            | Sous-total            | Sous-total            | 29          | 2           | 3           | 5                     | 0                     | 2                     | -                              | 0                              | 0                              | 0                              | -                   | 13                  | 1                   | 1                   | 47    | 3     | 6     |
| Total sur la carrière | Total sur la carrière | Total sur la carrière | 49          | 8           | 8           | 5                     | 0                     | 2                     | -                              | 0                              | 0                              | 0                              | -                   | 13                  | 1                   | 1                   | 67    | 9     | 11    |

### En sélections nationales
| Saison                | Sélection             | Phases finales        | Phases finales | Phases finales | Phases finales | Éliminatoires CDM | Éliminatoires CDM | Éliminatoires CDM | Éliminatoires EURO | Éliminatoires EURO | Éliminatoires EURO | Ligue des Nations | Ligue des Nations | Ligue des Nations | Matchs amicaux | Matchs amicaux | Matchs amicaux | Total | Total | Total |
| Saison                | Sélection             | Compétition           | M              | B              | Pd             | M                 | B                 | Pd                | M                  | B                  | Pd                 | M                 | B                 | Pd                | M              | B              | Pd             | M     | B     | Pd    |
| --------------------- | --------------------- | --------------------- | -------------- | -------------- | -------------- | ----------------- | ----------------- | ----------------- | ------------------ | ------------------ | ------------------ | ----------------- | ----------------- | ----------------- | -------------- | -------------- | -------------- | ----- | ----- | ----- |
| 2024-2025             | Grèce                 | -                     | -              | -              | -              | -                 | -                 | -                 | -                  | -                  | -                  | 2                 | 1                 | 0                 | 1              | 0              | 0              | 3     | 1     | 0     |
| Total sur la carrière | Total sur la carrière | Total sur la carrière | -              | -              | -              | -                 | -                 | -                 | -                  | -                  | -                  | 2                 | 1                 | 0                 | 1              | 0              | 0              | 3     | 1     | 0     |

### Matchs internationaux
| Matchs internationaux de Konstantínos Karétsas | Matchs internationaux de Konstantínos Karétsas | Matchs internationaux de Konstantínos Karétsas | Matchs internationaux de Konstantínos Karétsas | Matchs internationaux de Konstantínos Karétsas | Matchs internationaux de Konstantínos Karétsas | Matchs internationaux de Konstantínos Karétsas | Matchs internationaux de Konstantínos Karétsas                            |
| #                                              | Date                                           | Lieu                                           | Adversaire                                     | Résultat                                       | Compétition                                    | Club                                           | Notes                                                                     |
| ---------------------------------------------- | ---------------------------------------------- | ---------------------------------------------- | ---------------------------------------------- | ---------------------------------------------- | ---------------------------------------------- | ---------------------------------------------- | ------------------------------------------------------------------------- |
| 1                                              | 20 mars 2025                                   | Stade Karaïskakis, Le Pirée, Grèce             | Écosse                                         | D 0 - 1                                        | Ligue des nations 2024-2025                    | KRC Genk                                       | Entre en jeu à la place de Yórgos Masoúras à la 46e minute de jeu.        |
| 2                                              | 23 mars 2025                                   | Hampden Park, Glasgow, Écosse                  | Écosse                                         | V 3 - 0                                        | Ligue des nations 2024-2025                    | KRC Genk                                       | Titulaire et buteur, remplacé par Yórgos Masoúras à la 72e minute de jeu. |
| 3                                              | 7 juin 2025                                    | Stade Pankritio, Héraklion, Grèce              | Slovaquie                                      | V 4 - 1                                        | Match amical                                   | KRC Genk                                       | Titulaire, remplacé par Yórgos Masoúras à la 64e minute de jeu.           |

### Buts internationaux
| Buts internationaux de Konstantínos Karétsas | Buts internationaux de Konstantínos Karétsas | Buts internationaux de Konstantínos Karétsas | Buts internationaux de Konstantínos Karétsas | Buts internationaux de Konstantínos Karétsas | Buts internationaux de Konstantínos Karétsas | Buts internationaux de Konstantínos Karétsas | Buts internationaux de Konstantínos Karétsas | Buts internationaux de Konstantínos Karétsas | Buts internationaux de Konstantínos Karétsas |
| #                                            | Date                                         | Lieu                                         | Adversaire                                   | Résultat                                     | Compétition                                  | Détail                                       | Détail                                       | Détail                                       | Cape                                         |
| -------------------------------------------- | -------------------------------------------- | -------------------------------------------- | -------------------------------------------- | -------------------------------------------- | -------------------------------------------- | -------------------------------------------- | -------------------------------------------- | -------------------------------------------- | -------------------------------------------- |
| 1                                            | 23 mars 2025                                 | Hampden Park, Glasgow, Écosse                | Écosse                                       | V 3 - 0                                      | Ligue des nations 2024-2025                  | 42e                                          | du pied gauche                               | 0-2                                          | 2e                                           |